# Magnus Klaue
Magnus Klaue (* 1974 in Berlin) ist ein deutscher Literaturkritiker, Literaturwissenschaftler und Germanist.

## Leben
Klaue studierte Germanistik, Philosophie, Theater- und Filmwissenschaft an der Freien Universität Berlin, wo er 2001 seinen Magister Artium erhielt. Von 2003 bis 2008 war er wissenschaftlicher Mitarbeiter im Bereich Neuere deutsche Literatur bei Marlies Janz. 2008 wurde er mit der Dissertation Poetischer Enthusiasmus. Else Lasker-Schülers Ästhetik der Kolportage promoviert. Von 2008 bis 2015 arbeitete er als freier Autor, Lektor und Redakteur in Berlin. Von 2011 bis 2015 war er Redakteur im Dossier- und Lektoratsressort der Wochenzeitung Jungle World. Von 2015 bis 2020 war er wissenschaftlicher Mitarbeiter am Dubnow-Institut in Leipzig. Seit 2021 ist er dort assoziierter Forscher. Seit 2024 ist er Mitherausgeber der Zeitschrift casa|blanca – Texte zur falschen Zeit.

## Werk
Neben der Kritischen Theorie zählen zu seinen Arbeitsschwerpunkten die deutsch-jüdische und österreichische Literatur des 19. und 20. Jahrhunderts sowie Sprachkritik und Satire in der Ästhetik der Moderne. Klaue arbeitet an einer Biographie über Max Horkheimer.
Neben seiner wissenschaftlichen Tätigkeit schreibt Klaue literatur- und kulturkritische Essays und Artikel für Zeitungen, Magazine und Zeitschriften wie die FAZ, Die Zeit, Die Welt, Sinn und Form, Soziopolis und Bahamas. Ab 1999 erschienen seine Artikel in der Rhein-Main-Zeitung, später schrieb er Musikkritiken für die FAZ und Texte über den Wissenschaftsbetrieb für die Seiten Geisteswissenschaften und Forschung und Lehre. Zwischen 2018 und 2020 schrieb er die Kolumne Lahme Literaten in der Jungle World, die das Werk einzelner Autoren und Genres kritisierte.
Klaue veröffentlichte drei Bücher mit Essays. Der Titel von Klaues zweibändiger Essaysammlung Die Antiquiertheit des Sexus spielt auf das Werk Die Antiquiertheit des Menschen von Günther Anders an.

## Bücher
- als Hrsg. mit Hans Richard Brittnacher: Unterwegs. Zur Poetik des Vagabundentums im 20. Jahrhundert., Böhlau Verlag, Köln/Weimar 2008, ISBN 978-3-412-20085-5.
- Poetischer Enthusiasmus. Else Lasker-Schülers Ästhetik der Kolportage. Böhlau Verlag, Köln/Weimar/Wien 2011, ISBN 978-3-412-20680-2.
- Verschenkte Gelegenheiten. Polemiken, Glossen, Essays, Ça ira Verlag, Freiburg 2014, ISBN 978-3-86259-118-3.
- Die Antiquiertheit des Sexus. Kindheit – Sprache – Geschlecht, XS-Verlag, Berlin 2017, ISBN 978-3-944503-13-4.
- Die Antiquiertheit des Sexus II. Von der Stilllegung der Lust und der Verachtung des Lebendigen, XS-Verlag, Berlin 2022, ISBN 978-3-944503-16-5.